# Robin Wallén Nilsson
Robin Jimmy Wallén Nilsson, född 21 april 1995 i Gustav Adolfs församling i Helsingborg, är en svensk kommunpolitiker för Moderaterna och kommunstyrelsens ordförande i Vetlanda kommun sedan 2022.
Han är till yrket kommunalråd och har tidigare varit verksam som företagare med ansvar för försäljning inom tillverkningsindustrin.

## Politisk karriär

### Valet 2018

#### Kommunvalet i Vetlanda 2018
Wallén Nilsson var en av tre personer som med hjälp av personkryss tog sig in och valdes på plats tre.
Efter valet 2018 bildade Moderaterna, Socialdemokraterna och Centerpartiet politisk majoritet i Vetlanda och Robin valdes vid 23 års ålder till ordförande i Kultur- och Fritidsnämnden. Efter knappa två år bröts majoriteten och Moderaterna ersattes med Kristdemokraterna och Liberalerna vilket ledde till att han blev av med posten som ordförande.

### Valet 2022

#### Kommunvalet i Vetlanda 2022
I det kommunala valet för Vetlanda 2022 toppade Wallén Nilsson Moderaternas lista.
Moderaterna, Vetlanda framåtanda och Sverigedemokraterna bildade ett majoritetsstyre där han tillträdde som kommunstyrelsens ordförande.